# Martín Alvarado
Martín Alvarado (30 de enero de 1896, San Juan de Cantarranas, San Juan de Flores, Francisco Morazán, - Tegucigalpa el 20 de agosto de 1981) fue docente y escritor hondureño. Se graduó de maestro en la Escuela Normal de varones en 1916.

## Biografía
Hijo de María Trinidad Alvarado y Rafael Rodríguez Rivera, estudió magisterio en la Escuela Normal de Varones, de Tegucigalpa. Fue profesor en la escuela de su pueblo; director y profesor de la escuela “Juan Raudales”, de Güinope; tuvo iguales cargos en la escuela de Cedros; director de la escuela “Marco Aurelio Soto”, de San Juancito; director y profesor de la “José Trinidad Cabañas” y “Alvaro Contreras” de Tegucigalpa.
Fungió también como profesor de Geografía e Historia Universal, en el instituto Nacional y en la Escuela Normal de Señoritas. De 1937 en adelante sirvió clases de Castellano, Geografía e Historia Universal y Estudios Sociales en distintos centros educativos capitalinos. Fue, asimismo, director del Instituto Cultura Nacional y del Instituto Militar Presidencial que funcionaba en la casa de gobierno. Publicó tres libros y dos folletos titulados: “Historia de la enseñanza en Honduras”, “Cantarranas”, “Teatro escolar”, “Dr. Antonio R. Vallejo” y “Batalla de La Trinidad”.
Autor de varios himnos escolares, fue socio de instituciones culturales y objeto de honrosos homenajes y distinciones.kathryn granwell

## Estilo
Por su primer libro publicado a mediados del siglo XX, Cantarranas, personajes pintorescos, tradiciones, leyendas, el profesor Alvarado dio realce y un valioso aporte a lo que es el folklore nacional, hoy también llamado tradición oral, ya que su trabajo consistió en recopilar los mitos y leyendas de algunos pueblos hondureños, principalmente de su pueblo natal, Cantarranas. En la primera edición del libro (1951) se encuentran las palabras de presentación de Rafael Heliodoro Valle y las de Luis Andrés Zúñiga quienes dan el visto bueno de la obra de Martín Alvarado. Ya para la segunda edición se agregan las palabras del escritor hondureño Víctor Cáceres Lara, el cual dice:
Además de las tradiciones y leyendas que vienen a sumarse a las que han recogido varios autores más que han trabajado este tema en otras localidades de la República, don Martín nos presenta en su libro simpatiquísimas aventuras y hazañas de personajes legendarios, semejantes a los protagonistas de la novela picaresca española…
El libro está dividido en tres partes: la primera lleva como título “Personajes pintorescos”; la segunda “Tradiciones”, y es aquí donde se relatan las principales costumbres que se tenían para la época como ser el juego de mables, el de trompos y la rayuela entre otros; la última parte lleva como título “Leyendas” que son las que dan fin al libro.
Rebeca Becerra menciona en su estudio sobre la “Tradición Historiográfica de Honduras” al escritor de la siguiente manera: “Martín Alvarado recoge en su libro Cantarranas en una segunda edición aumentada publicada en 1973 algunas leyendas y tradiciones de este pueblo, haciendo uso de su memoria.” (Revista Estudios, 2008).

## Obra
- Cantarranas, personajes pintorescos, tradiciones, leyendas  (1951)
- La enseñanza de la Historia de Honduras (1951)
- Teatro Escolar (1964)

Otras obras:
Además tiene otras obras de carácter biográfico ya que escribió reseñas de destacadas personalidades de nuestro país, como ser Vicente Cáceres, Jesús Aguilar Paz, y el mismo Antonio R. Vallejo.
- Doctor Antonio R. Vallejo: Biografía (1963).
- Datos biográficos del profesor Vicente Cáceres (1969).
- Profesor y doctor: Don Jesús Aguilar Paz (1974).